# Mobilizacija zglobova
Mobilizacija zglobova kao pasivna terapeutska tehnika ima za cilj očuvanje i obnovu anatomo-fizioloških svojstava zgloba,regulisanje patološki izmenjenog tonusa (stanja hipertonije ili hipotonije) i smanjenje bola.

## Uvod
Zglobovi su skup anatomskih elemenata pomoću kojih se kosti međusobno spajaju. Postoje nepokretni zglobovi ili sinartroze(junctura cartilaginea) i pokretni, dijartroze (junctura sinovialis). Glavni elementi pokretnih zglobova su zglobne površine, zglobna šupljina i zglobna čahura. Sporedni elementi pokretnog zgloba su zglobne veze (ligamenti) i 
fibroznohrskavičave ploče (diskus, meniskus i čašična usna). U pokretnim zglobovima se događa fiziološko i akcesorno (artrokinematičko) kretanje. Kada je funkcija zgloba smanjenaili usled imobilzacije ili nekog drugog razloga potpuno prestala, nastaju značajne anatomofiziološke promene, zglobna čahura se zateže, iz njene sinovijalne opne bujaju vezivne ćelije koje postepeno ispunjavaju zglobnu šupljinu, obim pokreta se smanjuje i može doći do potpunog ukočenja (ankiloze).

## Pasivna mobilizacija zglobova-artrokinematičkim pokretima
Akcesorni(artrokinematički) pokreti su pokreti zglobnih površina(valjanje,klizanje,distrakcija,aproksimacija)koji se istovremeno dešavaju sa fiziološkim pokretima,prate fiziološke pokrete kroz pun obim.Ne mogu se voljno i izolovano izvesti,nego samo pasivno,spoljnom silom.

### Efekti primene i mehanizmi delovanja mobilizacije zglobova
1. Stimulisanje lučenja sinovijalne tečnosti
2. Poboljšanje ishrane zglobne hrskavice i intraartikularnih struktura zglobova
3. Sprečavanje atrofije zglobne hrskavice
4. Obnova pune aktivne i pasivne pokretljivosti zgloba
5. Smanjenje bola
6. Postizanje relaksacije

#### Indikacije
1. Reverzibilna hipopokretljivost
2. Bolni zglobovi
3. Stanja hipertonije ili hipotonije

#### Kontraindikacije i ograničenja za primenu mobilizacije zglobova
1. Nesrasli prelomi
2. Prejaki bolovi
3. Totalna artroplatika
4. Hipermobilnost u susednim zglobovima
5. Hiperpokretljivost
6. Zapaljenje sa otokom
7. Bolesti kostiju i malignitet
8. Uznapredovala osteporoza

#### Za izvođenje mobilizacije zglobova putem artrokinematičkih pokreta potrebno je poznavanje
1. Pozicija olabavljenog i blokiranog zgloba
2. Ravan tretmana - komfiguracija zglobnih površina
3. Moguće artrokinematike(valjanje,klizanje,uvrtanje,trakcija i aproksimacija)
4. Indikacije i kontraindikacije za mobilizaciju

- Olabavljena zglobna kapsula - položaj zgloba u odmoru(fiziološki položaj zgloba)se koristi za procenu procenu artrokinematičkih pokreta i za tehnike mobilizacije.
- Blokiran zglob - zglobna kapsula je zategnuta,ne može se ni testirati ni mobilisati zglob.

##### Tabelarni prikaz olabavljenog i blokiranog zgloba
| Zglob                    | Olabavljen zglob                   | Blokiran zglob                       |
| ------------------------ | ---------------------------------- | ------------------------------------ |
| Glenohumeralni zglob     | abd55°,horiz.add.30°,unutr.rot     | abdukcija i spolj.rot.               |
| Humeroulnarni zglob      | flex.70°,supin.10°                 | ekstenzija i supinacija              |
| Humeroradijalni zglob    | ekstenzija i supinacija            | flex.90°,supin.5°                    |
| Radioulnarni proksimalni | flex.70°,supinacija 35°            | supinacija podl. 5°                  |
| Radioulnarni distalni    | supin.10°                          | supin.5°                             |
| Radiokarpalni zglob      | opružena šaka i ulnarna devijacija | puna ekstenzija i radijalna dev.     |
| Zglob kuka               | flex.30°,abd.30°,spolj.rot         | puna ekstenzija,abdukcija i unut.rot |
| Zglob kolena             | flex.25°                           | puna ext.,spolj.rot                  |
| Gornji skočni zglob      | everz.                             | puna dorz.flex. i inverzija          |
| Donji skočni zglob       | srednji položaj                    | supinacija                           |

- Ravan tretmana

Ravan u kojoj se vrši terapijski,artrokinematički pokret,u konkavnoj zglobnoj površini,pod pravim uglom u odnosu na liniju koja je povučena iz osovine zgloba oko koje se pokret izvodi ka centru konkavne zglobne površine.Traksijase izvodi perpendikularno,a klizanje paralelno u odnosu na ravan tretmana.

#### Konveksno - konkavno pravilo
- Ako je pokretna zglobna površina konveksna,klizanje je u suprotnom smeru od kretanja segmenta.Npr. zglob ramena
- Ako je pokretna zglobna površina konkavna,klizanje je u istom smeru kao i kretanje segmenta.Npr. zglob kolena

#### Tehnike mobilizacije - principi
1. Kontinuirane translatorne tehnike

1. Prvi stepen - trakcija zgloba male amplitude,koliko dozvoljava zglobna kapsula.
2. Drugi stepen - trakcija ili klizanje,dovoljnog obima da se tkivo oko zgloba zategne.
3. Treći stepen - trakcija ili klizanje zglobnih površina,dovoljno velikog obima u cilju istezanja zglobne kapsule.[2]

#### Upotreba
- Prvi stepen trakcije koristi se kada se kosriste pokreti klizanja za otklanjanje bola.
- Drugi stepen trakcije služi za određivanje osetljivosti zgloba.
- Treći stepen trakcije koristi se u cilju istezanja zglobnih struktura i povećanja obima pokreta.[1]

## Primena mobilizacije u praksi
1. Zglob kuka(Art.coxae) - zglobna površina je glava butne kosti(caput femoris)koja je konveksna,dok konkavnu zglobnu površinu čini acetabulum na karličnoj kosti.U ovom zglobu se izvode pokreti:fleksije,ekstenzije,abdukcije,adukcije,spoljašnje i unutrašnje rotacije.[3]
2. Zglob kolena(Art.genus) - sačinjavaju zglobne konveksne površine unutrašnjeg i spoljašnjeg kondila butne kosti i konkavne zglobne površine na tibiji.Pokreti koji se izvode u ovom zglobu su: fleksija,ekstenzija,unutrašnja i spoljašnja rotacija.[4]
3. Gornji skočni zglob(Art.talocruralis) - sačinjavaju zglobne konkavne površine na donjem okrajku tibije(facies articularis inferior tibiae),dok konveksnu zglobnu površinu čini trochlea tali.U ovom zglobu se izvode pokreti plantarne fleksije(ekstenzije) i dorzalne fleksije(fleksije) stopala.
4. Donji skočni zglob - podeljen je kanalom nožja na zadnji i prednji deo. Zadnji deo(Art.subtalaris)- sastoji se iz konveksne zglobne površine na petnoj kosti(calcaneus) i konkavne zglobne površine na skočnoj kosti(talus). Prednji deo(Art.talocalcaneonavicularis)- sastoji se od konveksne zglobne površine na skočnoj kosti(talus) i konkavne zglobne površine ossis navicularis.Pokreti koji se izvode u ovom zglobu su: inverizija i everzija stopala.
5. Zglob ramena(Art.humeri)- sastoji se od konkavne zglobne površine cavitas glenoidealis i konveksne zglobne povšine na ramenici caput humeri.Pokreti u zglobu koji se izvode su:fleksija,ekstenzija,abdukcija,adukcija,spoljašnja i unutrašnja rotacija,horizontalna abdukcija,horizontalna adukcija i cirkumdukcija.
6. Zglob lakta (Art.cubiti) - je složen zglob,jer povezuje tri kosti humerus,ulnu i radijus,pa gaa sačinjavaju sledeći zglobovi: 
  1. Art.humeroulnaris - konveksna zglobna površina na humerusu(trohlea humeri),a na ulni incisura trochlearis koja je konkavna.
  2. Art.humeroradialis - konveksna zglobna površina na humerusu(capitulum humeri),dok konkavna zglobna površina je na radiusu(fovea capituli radii).
  3. Art.radioulnaris proximalis - konveksna zglobna površina na radiusu(circumferentia articularis radii),dok konkavna zglobna površina nalazi se na ulni(incisura radialis ulnae).
  4. Art.radioulnaris distalis - grade konveksna zglobna površina na ulni(circumferentia articularis ulnae) i konkavna zglobna površina na radiusu(incisura ulnaris radii). U humeroulnarnom i humeroradialnom zglobu se izvode pokreti fleksije i ekstenzije,dok u radiolunarnom proksimalnom i distalnom zglobu se izvode pokreti supinacije i pronacije.
7. Zglob ručja(Art.radiocarpea) - predstavlja spoj koga čine proskimalne kosti ručja(ossa carpi),a to su: os scaphoideum,os lunatum, os triquetrum i predstavljaju konveksnu zglobnu površinu,a konkavna zglobna površina je donji okrajak radiusa(facies articularis carpea).[3]